# 徐龕
徐 龕（じょ がん、? - 322年）は、五胡十六国時代の人物。泰山郡の出身。泰山において自立し、東晋と後趙の間で離反を繰り返した。

## 生涯
勇猛であり、決断力があった。官職には就かずに人々から掠奪して生計を立てており、掠奪する様はまるで風雨のように素早かったという。
後に東晋に仕え、泰山郡太守に任じられた。
318年12月、彭城内史周撫が沛国内史周黙を殺害し、彭城ごと後趙に降伏した。徐龕は徐州刺史蔡豹や下邳内史劉遐らと共に周撫討伐に向かった。319年2月、寒山に進軍すると周撫を撃破し、これを敗走させた。徐龕は配下の于薬を派遣して周撫を討ち取った。だが、戦後の論功行賞では徐龕は劉遐より低く評価されたので、これに大いに怒った。
4月、遂に泰山ごと反乱を起こし、安北将軍・兗州刺史を自称した。6月、済岱一帯を大いに荒らし回り、さらに東莞へも攻め入った。8月、東晋の東莞郡太守侯史旄を撃破し、その塢壁に拠点を築いた。元帝は徐龕討伐を命じ、建威将軍蔡豹・太子左衛率羊鑑・武威将軍侯礼・臨淮郡太守劉遐・段部の段文鴦らに兵を与えて討伐に向かわせた。同時期、石勒配下の将軍石虎もまた泰山を攻撃したので、徐龕は南北から挟み撃ちを喰らい、大いに恐れて東晋朝廷に帰順を求め、元帝はこれを許した。10月頃、徐龕は再び反旗を翻し、石勒に帰順した。
320年8月、蔡豹らは再び軍を動かし、徐龕は檀丘において大敗を喫した。9月、徐龕は使者を石勒の下へ派遣して、蔡豹討伐の計を述べて救援を要請した。石勒は見返りとして多くの物資の供出を求める一方、各地で乱が起きている事を理由に兵を出し渋り、王伏都に数百騎を与えて前鋒とし、張敬に騎兵を与えて後続させた。徐龕は石勒からの援軍が乏しかった事から、石勒には救援の意思が無いと知り失望した。更に王伏都らが徐龕の妻に淫行するなど横暴極まりなかった事から、これを甚だ憂慮した。張敬軍が東平に達すると、徐龕は次第に張敬に攻撃されるのではないかと恐れるようになり、王伏都を始め300人余りを殺害して再び東晋に降伏した。石勒は激怒し、張敬に要害の地に拠って対峙するよう命じ、持久戦に持ち込んで徐龕軍が疲弊するのを待った。元帝もまた徐龕が裏切りを繰り返していた事からこれを認めず、蔡豹や羊鑑らに討伐を命じた。だが、羊鑑や劉遐は進軍命令を聞かなかったので、蔡豹も進むことができなかった。
数か月後、石虎が歩兵騎兵4万を率いて徐龕討伐に向かった。石虎軍が近づくと、徐龕は東晋に許しを請うたが、拒絶された。進退窮まった徐龕は長史劉霄を石勒の下に派遣し、妻子を人質に差し出す条件で降伏を願い出たので、石勒はこれを聞き入れた。蔡豹が卞城に拠って徐龕に迫ると、石虎が鉅平に駐屯して蔡豹を攻撃しようとしたので、下邳に撤退した。徐龕は檀丘で蔡豹軍に奇襲を掛け、その輜重を奪い取って将軍留寵と陸党を討ち取った。
321年2月、徐龕はまたも寝返って東晋に帰順した。
322年2月、石虎に中外の精兵4万を与え、徐龕の討伐を命じた。徐龕は泰山城に籠城したので、石虎は長期戦に備えて耕作を行い、城を何重にも囲んだ。7月、石虎は徐龕軍を撃ち破り、徐龕を捕らえて襄国へと護送した。石勒は徐龕が何度も裏切りを繰り返していた事から大いに恨みを抱いていたので、徐龕を袋に詰め込むと、百尺の樓上からその袋を地面に叩きつけて殺した。そして、かつて徐龕により殺された王伏都らの妻子に徐龕の骸を袋から出させて、それを切り割かせると食べるよう命じた。降伏した徐龕軍の兵3千は、皆生き埋めにされた。